# Pancheswor
Pancheshwar je odbor za razvoj sela u okrugu Baitadi u zoni Mahakali u zapadnom Nepalu. U vrijeme popisa 1991., selo je imalo 2951 stanovnika i 510 kuća.
Nalazi se na ušću rijeke Sarju u rijeku Sharda.